# Syzygium pulchellum
Syzygium pulchellum là một loài thực vật có hoa trong Họ Đào kim nương. Loài này được (Roxb.) Govaerts mô tả khoa học đầu tiên năm 2008.